# Kumba (film)
Kumba (ang. Khumba, 2013) – południowoafrykański film animowany twórców filmu Zambezia.

## Fabuła
Akcja rozgrywa się na dalekiej pustyni Karru. Mieszka tam zebra o imieniu Kumba – na jego ciele nie ma wszystkich czarnych pasów dlatego więc uważa, że jest inny niż wszyscy. Pewnego dnia nie pada już deszcz, a w stawach jest coraz mniej wody. Inne zebry naśmiewają się z Kumby, że jest półzebrą. Matka Kumby mówi mu przed śmiercią, że istnieje wodopój, który kiedyś przemienił bezpasową w pasową zebrę, więc Kumba idzie szukać wodopoju. Po drodze poznaje nowych przyjaciół antylopę gnu zwaną Mamą W. oraz strusia Bradleya. 

## Wersja oryginalna
- Jake T. Austin – Khumba
- Liam Neeson – Phango
- Steve Buscemi – Skalk
- AnnaSophia Robb – Tombi
- Laurence Fishburne – Seko
- Richard E. Grant – Bradley
- Catherine Tate – Nora
- Loretta Devine – Mama W
- Dee Bradley Baker – ojciec surykatki
- Phil LaMarr – Starszy
- Jeff Bennett – Królik
- Jennifer Cody – Fifi
- Roger L. Jackson – Walkie Talkie
- Charles Adler – Likaon
- Ben Vereen – Mkhulu
- Joey Richter – Themba
- Sam Riegel – Jock
- Juanita Jennings – Zuki

## Wersja polska
Opracowanie wersji polskiej: Studio PRL na zlecenie Kino Świat

Reżyseria: Dariusz Błażejewski

Dialogi: Bartosz Fukiet

Nagranie dialogów: Kamil Sołdacki

Montaż dialogów oraz zgranie dźwięku: Aleksander Cherczyński

Kierownictwo produkcji: Maciej Jastrzębski oraz Michał Przybył

W wersji polskiej wystąpili:
- Maciej Musiał – Kumba
- Jarosław Boberek – struś Bradley
- Małgorzata Kożuchowska – Mama W.
- Robert Więckiewicz – Fango
- Sonia Bohosiewicz – owca Nora
- Tomasz Karolak – szalony Królik
- Joanna Kulig – Fifi
- Julia Kołakowska-Bytner – Tombi
- Jacek Król – Seko
- Jakub Wieczorek – Tabo
- Klaudiusz Kaufmann – zebra Nigel
- Sławomir Pacek – Skalk
- Katarzyna Skolimowska – Zuki
- Piotr Bąk – Oryks 1
- Cezary Nowicki – Oryks 2
- Dariusz Błażejewski – Themba
- Wojciech Chorąży – antylopa Bokkie
- Jacek Kopczyński – ojciec surykatek
- Franciszek Dziduch – surykatka 1
- Joanna Pach – surykatka 2
- Ryszard Dziduch – surykaciątko
- Zbigniew Dziduch – antylopa Jannie
- Ryszard Olesiński – antylopa Frikki
- Andrzej Chudy – antylopa Sakkie
- Krzysztof Szczerbiński –
  - antylopa Koos,
  - likaon 2
- Mirosław Wieprzewski – antylopa Percy
- Grzegorz Pawlak – antylopa Kapitan
- Janusz R. Nowicki – zebra Mkhulu
- Mikołaj Klimek – likaon 1
- Michał Konarski – zebra 1
- Kamil Kula – zebra 2
- Tomasz Marzecki – Czarny Orzeł
- Olga Omeljaniec – zebra 3
- Brygida Turowska-Szymczak – Lungisa, mama Kumby
- Elżbieta Kijowska – szamanka oryksów
- Karol Wróblewski – wiewiórka Dassie

oraz:
- Klementyna Umer
- Wojciech Machnicki
- Stanisław Sygitowicz
- Jakub Mróz